# Svetovni pokal v smučarskih skokih 2015
Svetovni pokal v smučarskih skokih 2014/15 je bila šestiintrideseta sezona svetovnega pokala v smučarskih skokih za moške in četrta za ženske. Sezona se je začela 22. novembra 2014 v Klingenthalu in se končala 22. marca 2015 v Planici. Vrhunec sezone je bilo SP v nordijskem smučanju 2015 v Falunu.
Pri moških je skupno zmago v svetovnem pokalu branil Kamil Stoch, v seštevku poletov Peter Prevc in v pokalu narodov Avstrija. Pri ženskah je skupno zmago v svetovnem pokalu branila Sara Takanaši, v pokalu narodov pa Japonska.
Skupna zmaga Simona Ammanna and Noriakija Kasaia v Ruki na Finskem je bila deseta dvojna zmaga v zgodovini svetovnega pokala v smučarskih skokih.
Novoletna turneja je imela poseben nagradni sklad. Supni zmagovalec je prejel 20.000 CHF, zmagovalec kvalifikacij pa po 2.400 CHF, kar je všteto tudi spodaj na lestvici zaslužkov. Avstrijec Stefan Kraft je slavil prvič na 63. novoletni turneji. Sledila sta mu Michael Hayböck in Peter Prevc.
Peter Prevc in Jurij Tepeš sta postala šesti in sedmi tekmovalec v zgodovini s perfektnim skokom ocenjenim s samimi dvajseticami. To je bilo v Planici 20. marca (Prevc) in 22. marca (Tepeš).
Severin Freund je postal prvič skupni zmagovalec potem, ko sta skupaj s Prevcem sezono zaključila z enakim točkovnim seštevkom in je odločalo število zmag. V pokalu narodov je slavila Nemčija.
Pri ženskah je prav tako prvič slavila Daniela Iraschko-Stolz, pokal narodov je šel v Avstrijo. 

## Svetovni rekord
| Datum            |                   | Država   | Skakalnica                     | Serija        | Kraj                | Metri |
| ---------------- | ----------------- | -------- | ------------------------------ | ------------- | ------------------- | ----- |
| 14. februar 2015 | Peter Prevc       | Slovenia | Vikersundbakken HS 225 (nočna) | finale        | Vikersund, Norveška | 250.0 |
| 15. februar 2015 | Dimitrij Vasiljev | Russia   | Vikersundbakken HS 225         | kvalifikacije | Vikersund, Norveška | 254.0 |
| 15. februar 2015 | Anders Fannemel   | Norway   | Vikersundbakken HS 225         | prva          | Vikersund, Norveška | 251.5 |

## Zmagovalci sezone
- Moški (skupno):
 Severin Freund
- Smučarski poleti:
 Peter Prevc
- Novoletna turneja:
 Stefan Kraft
- Ženske (skupno):
 Daniela Iraschko-Stolz
- Pokal narodov (moški):
 Nemčija
- Pokal narodov (ženske):
 Avstrija

## Koledar

### Moški
| Šte.                                                              | Sezona                                                            | Datum                                                             | Kraj                                                              | Skakalnica                                                        | Tekma                                                             | Zmagovalec                                                            | Drugi                                                                 | Tretji                                                                | Rumena majica                                                         | Ref.                                                                  |
| ----------------------------------------------------------------- | ----------------------------------------------------------------- | ----------------------------------------------------------------- | ----------------------------------------------------------------- | ----------------------------------------------------------------- | ----------------------------------------------------------------- | --------------------------------------------------------------------- | --------------------------------------------------------------------- | --------------------------------------------------------------------- | --------------------------------------------------------------------- | --------------------------------------------------------------------- |
| 840                                                               | 1                                                                 | 23. november 2014                                                 | Klingenthal                                                       | Vogtland Arena HS140                                              | VE 592                                                            | Roman Koudelka                                                        | Stefan Kraft                                                          | Andreas Wellinger                                                     | Roman Koudelka                                                        | [ 1 ]                                                                 |
| 841                                                               | 2                                                                 | 28. november 2014                                                 | Ruka                                                              | Rukatunturi HS142 (nočna)                                         | VE 593                                                            | Simon Ammann                                                          | Daiki Ito                                                             | Noriaki Kasai                                                         | Simon Ammann                                                          | [ 2 ]                                                                 |
| 842                                                               | 3                                                                 | 29. november 2014                                                 | Ruka                                                              | Rukatunturi HS142 (nočna)                                         | VE 594                                                            | Simon Ammann Noriaki Kasai                                            |                                                                       | Severin Freund                                                        | Simon Ammann                                                          | [ 3 ]                                                                 |
| 843                                                               | 4                                                                 | 6. december 2014                                                  | Lillehammer                                                       | Lysgårdsbakken HS138 (nočna)                                      | VE 595                                                            | Gregor Schlierenzauer                                                 | Anders Fannemel                                                       | Michael Hayböck                                                       | Simon Ammann                                                          | [ 4 ]                                                                 |
| 844                                                               | 5                                                                 | ^ 7. december 2014                                                | Lillehammer                                                       | Lysgårdsbakken HS138                                              | VE 596                                                            | Roman Koudelka                                                        | Peter Prevc                                                           | Michael Hayböck                                                       | Roman Koudelka                                                        | [ 5 ]                                                                 |
| 845                                                               | 6                                                                 | 13. december 2014                                                 | Nižni Tagil                                                       | Tramplin Stork HS134 (nočna)                                      | VE 597                                                            | Anders Fannemel                                                       | Gregor Schlierenzauer                                                 | Severin Freund                                                        | Anders Fannemel                                                       | [ 6 ]                                                                 |
| 846                                                               | 7                                                                 | ^ 14. december 2014                                               | Nižni Tagil                                                       | Tramplin Stork HS134 (nočna)                                      | VE 598                                                            | Severin Freund                                                        | Anders Fannemel                                                       | Stefan Kraft                                                          | Anders Fannemel                                                       | [ 7 ]                                                                 |
| 847                                                               | 8                                                                 | 20. december 2014                                                 | Engelberg                                                         | Gross-Titlis-Schanze HS137                                        | VE 599                                                            | Richard Freitag                                                       | Roman Koudelka                                                        | Michael Hayböck Jernej Damjan                                         | Anders Fannemel                                                       | [ 8 ]                                                                 |
| 848                                                               | 9                                                                 | 21. december 2014                                                 | Engelberg                                                         | Gross-Titlis-Schanze HS137                                        | VE 600                                                            | Roman Koudelka                                                        | Simon Ammann                                                          | Michael Hayböck                                                       | Anders Fannemel                                                       | [ 9 ]                                                                 |
|                                                                   |                                                                   |                                                                   |                                                                   |                                                                   |                                                                   |                                                                       |                                                                       |                                                                       |                                                                       |                                                                       |
|                                                                   |                                                                   | 28. december 2014                                                 | Oberstdorf                                                        | Schattenbergschanze HS137 (nočna)                                 | VE odp                                                            | premočan veter, prestavljeno na naslednji dan                         | premočan veter, prestavljeno na naslednji dan                         | premočan veter, prestavljeno na naslednji dan                         | premočan veter, prestavljeno na naslednji dan                         | premočan veter, prestavljeno na naslednji dan                         |
| 849                                                               | 10                                                                | 29. december 2014                                                 | Oberstdorf                                                        | Schattenbergschanze HS137 (nočna)                                 | VE 601                                                            | Stefan Kraft                                                          | Michael Hayböck                                                       | Peter Prevc                                                           | Michael Hayböck                                                       | [ 10 ]                                                                |
| 850                                                               | 11                                                                | 1. januar 2015                                                    | Garmisch-Partenkirchen                                            | Große Olympiaschanze HS140                                        | VE 602                                                            | Anders Jacobsen                                                       | Simon Ammann                                                          | Peter Prevc                                                           | Michael Hayböck                                                       | [ 11 ]                                                                |
| 851                                                               | 12                                                                | 4. januar 2015                                                    | Innsbruck                                                         | Bergisel HS130                                                    | VE 603                                                            | Richard Freitag                                                       | Stefan Kraft                                                          | Simon Ammann Noriaki Kasai                                            | Michael Hayböck                                                       | [ 12 ]                                                                |
| 852                                                               | 13                                                                | 6. januar 2015                                                    | Bischofshofen                                                     | Paul-Ausserleitner-Schanze HS140 (nočna)                          | VE 604                                                            | Michael Hayböck                                                       | Noriaki Kasai                                                         | Stefan Kraft                                                          | Michael Hayböck                                                       | [ 13 ]                                                                |
| 63. Novoletna turneja skupno (29. december 2014 - 6. januar 2015) | 63. Novoletna turneja skupno (29. december 2014 - 6. januar 2015) | 63. Novoletna turneja skupno (29. december 2014 - 6. januar 2015) | 63. Novoletna turneja skupno (29. december 2014 - 6. januar 2015) | 63. Novoletna turneja skupno (29. december 2014 - 6. januar 2015) | 63. Novoletna turneja skupno (29. december 2014 - 6. januar 2015) | Stefan Kraft                                                          | Michael Hayböck                                                       | Peter Prevc                                                           |                                                                       |                                                                       |
|                                                                   |                                                                   |                                                                   |                                                                   |                                                                   |                                                                   |                                                                       |                                                                       |                                                                       |                                                                       |                                                                       |
| 853                                                               | 14                                                                | 10. januar 2015                                                   | Tauplitz/Bad Mitterndorf                                          | Kulm HS225                                                        | LE 100                                                            | Severin Freund                                                        | Stefan Kraft                                                          | Jurij Tepeš                                                           | Michael Hayböck                                                       | [ 14 ]                                                                |
|                                                                   |                                                                   | 11. januar 2015                                                   | Tauplitz/Bad Mitterndorf                                          | Kulm HS225                                                        | LE odp                                                            | premočan veter                                                        | premočan veter                                                        | premočan veter                                                        | premočan veter                                                        | premočan veter                                                        |
| 854                                                               | 15                                                                | ^ 15. januar 2015                                                 | Wisła                                                             | Malinka HS 134 (nočna)                                            | VE 605                                                            | Stefan Kraft                                                          | Peter Prevc                                                           | Severin Freund                                                        | Stefan Kraft                                                          | [ 15 ]                                                                |
| 855                                                               | 16                                                                | 18. januar 2015                                                   | Zakopane                                                          | Wielka Krokiew HS134                                              | VE 606                                                            | Kamil Stoch                                                           | Stefan Kraft                                                          | Severin Freund                                                        | Stefan Kraft                                                          | [ 16 ]                                                                |
| 856                                                               | 17                                                                | 24. januar 2015                                                   | Saporo                                                            | Ōkurayama HS134 (nočna)                                           | VE 607                                                            | Peter Prevc                                                           | Stefan Kraft                                                          | Roman Koudelka                                                        | Stefan Kraft                                                          | [ 17 ]                                                                |
| 857                                                               | 18                                                                | 25. januar 2015                                                   | Saporo                                                            | Ōkurayama HS134                                                   | VE 608                                                            | Roman Koudelka                                                        | Kamil Stoch                                                           | Peter Prevc                                                           | Stefan Kraft                                                          | [ 18 ]                                                                |
| 858                                                               | 19                                                                | 30. januar 2015                                                   | Willingen                                                         | Mühlenkopfschanze HS145 (nočna)                                   | VE 609                                                            | Kamil Stoch                                                           | Peter Prevc                                                           | Severin Freund                                                        | Stefan Kraft                                                          | [ 19 ]                                                                |
| 859                                                               | 20                                                                | 1. februar 2015                                                   | Willingen                                                         | Mühlenkopfschanze HS145                                           | VE 610                                                            | Severin Freund                                                        | Rune Velta                                                            | Roman Koudelka                                                        | Stefan Kraft                                                          | [ 20 ]                                                                |
|                                                                   |                                                                   | 7. februar 2015                                                   | Liberec                                                           | Ještěd „A“ HS134 (nočna)                                          | VE odp                                                            | odpovedano zaradi finančnih razlogov; prestavljeno v Titisee-Neustadt | odpovedano zaradi finančnih razlogov; prestavljeno v Titisee-Neustadt | odpovedano zaradi finančnih razlogov; prestavljeno v Titisee-Neustadt | odpovedano zaradi finančnih razlogov; prestavljeno v Titisee-Neustadt | odpovedano zaradi finančnih razlogov; prestavljeno v Titisee-Neustadt |
| 8. februar 2015                                                   | Liberec                                                           | Ještěd „A“ HS134                                                  | VE odp                                                            |                                                                   |                                                                   | odpovedano zaradi finančnih razlogov; prestavljeno v Titisee-Neustadt | odpovedano zaradi finančnih razlogov; prestavljeno v Titisee-Neustadt | odpovedano zaradi finančnih razlogov; prestavljeno v Titisee-Neustadt | odpovedano zaradi finančnih razlogov; prestavljeno v Titisee-Neustadt | odpovedano zaradi finančnih razlogov; prestavljeno v Titisee-Neustadt |
| 860                                                               | 21                                                                | 7. februar 2015                                                   | Titisee-Neustadt                                                  | Hochfirstschanze HS142                                            | VE 611                                                            | Severin Freund                                                        | Stefan Kraft                                                          | Peter Prevc                                                           | Stefan Kraft                                                          | [ 21 ]                                                                |
| 861                                                               | 22                                                                | 8. februar 2015                                                   | Titisee-Neustadt                                                  | Hochfirstschanze HS142                                            | VE 612                                                            | Anders Fannemel                                                       | Kamil Stoch                                                           | Roman Koudelka                                                        | Stefan Kraft                                                          | [ 22 ]                                                                |
| 862                                                               | 23                                                                | 14. februar 2015                                                  | Vikersund                                                         | Vikersundbakken HS225 (nočna)                                     | LE 101                                                            | Peter Prevc                                                           | Anders Fannemel                                                       | Noriaki Kasai                                                         | Peter Prevc                                                           | [ 23 ]                                                                |
| 863                                                               | 24                                                                | 15. februar 2015                                                  | Vikersund                                                         | Vikersundbakken HS225                                             | LE 102                                                            | Severin Freund                                                        | Anders Fannemel                                                       | Johann André Forfang                                                  | Peter Prevc                                                           | [ 24 ]                                                                |
| SP v nordijskem smučanju 2015 (18. feb - 1. mar)                  |                                                                   |                                                                   |                                                                   |                                                                   |                                                                   |                                                                       |                                                                       |                                                                       |                                                                       |                                                                       |
| 864                                                               | 25                                                                | 8. marec 2015                                                     | Lahti                                                             | Salpausselkä HS130 (nočna)                                        | VE 613                                                            | Stefan Kraft                                                          | Severin Freund                                                        | Anders Fannemel                                                       | Peter Prevc                                                           | [ 25 ]                                                                |
|                                                                   |                                                                   | 10. marec 2015                                                    | Kuopio                                                            | Puijo HS127 (nočna)                                               | VE odp                                                            | zaradi vetra prestavljeno na srednjo skakalnico                       | zaradi vetra prestavljeno na srednjo skakalnico                       | zaradi vetra prestavljeno na srednjo skakalnico                       | zaradi vetra prestavljeno na srednjo skakalnico                       | zaradi vetra prestavljeno na srednjo skakalnico                       |
| 865                                                               | 26                                                                | ^ 10. marec 2015                                                  | Kuopio                                                            | Puijo HS100 (nočna)                                               | SR 150                                                            | Severin Freund                                                        | Anders Bardal                                                         | Stefan Kraft Simon Ammann                                             | Stefan Kraft                                                          | [ 26 ]                                                                |
| 866                                                               | 27                                                                | 12. marec 2015                                                    | Trondheim                                                         | Granåsen HS140 (nočna)                                            | VE 614                                                            | Severin Freund                                                        | Peter Prevc                                                           | Rune Velta                                                            | Severin Freund                                                        | [ 27 ]                                                                |
| 867                                                               | 28                                                                | 14. marec 2015                                                    | Oslo                                                              | Holmenkollbakken HS134 (nočna)                                    | VE 615                                                            | Severin Freund                                                        | Peter Prevc                                                           | Rune Velta                                                            | Severin Freund                                                        | [ 28 ]                                                                |
| 868                                                               | 29                                                                | 15. marec 2015                                                    | Oslo                                                              | Holmenkollbakken HS134                                            | VE 616                                                            | Severin Freund                                                        | Noriaki Kasai                                                         | Peter Prevc Kamil Stoch                                               | Severin Freund                                                        | [ 29 ]                                                                |
| 869                                                               | 30                                                                | 20. marec 2015                                                    | Planica                                                           | Letalnica bratov Gorišek HS225                                    | LE 103                                                            | Peter Prevc                                                           | Jurij Tepeš                                                           | Stefan Kraft                                                          | Severin Freund                                                        | [ 30 ]                                                                |
| 870                                                               | 31                                                                | 22. marec 2015                                                    | Planica                                                           | Letalnica bratov Gorišek HS225                                    | LE 104                                                            | Jurij Tepeš                                                           | Peter Prevc                                                           | Rune Velta                                                            | Severin Freund                                                        | [ 31 ]                                                                |

^ Zaradi premočnega vetra je bila v Lillehammerju, Nižnem Tagilu, Wisłi in Kuopiu izpeljana samo ena serija.

### Ženske
| Šte.                                                   | Sezona | Datum             | Kraj              | Skakalnica                                                                      | Tekma                                                                           | Zmagovalka                                                                      | Druga                                                                           | Tretja                                                                          | Rumena majica                                                | Ref.                                                         |
| ------------------------------------------------------ | ------ | ----------------- | ----------------- | ------------------------------------------------------------------------------- | ------------------------------------------------------------------------------- | ------------------------------------------------------------------------------- | ------------------------------------------------------------------------------- | ------------------------------------------------------------------------------- | ------------------------------------------------------------ | ------------------------------------------------------------ |
| 48                                                     | 1      | 5. december 2014  | Lillehammer       | Lysgårdsbakken HS100 (nočna)                                                    | SR 045                                                                          | Špela Rogelj                                                                    | Daniela Iraschko-Stolz                                                          | Sara Takanaši                                                                   | Špela Rogelj                                                 | [ 32 ]                                                       |
| 49                                                     | 2      | 10. januar 2015   | Saporo            | Miyanomori HS100                                                                | SR 046                                                                          | Sara Takanaši                                                                   | Daniela Iraschko-Stolz                                                          | Špela Rogelj                                                                    | Špela Rogelj Sara Takanaši Daniela Iraschko-Stolz            | [ 33 ]                                                       |
| 50                                                     | 3      | 11. januar 2015   | Saporo            | Miyanomori HS100                                                                | SR 047                                                                          | Sara Takanaši                                                                   | Carina Vogt                                                                     | Chiara Hölzl                                                                    | Sara Takanaši                                                | [ 34 ]                                                       |
|                                                        |        | 17. januar 2015   | Zaō               | Yamagata HS100                                                                  | SR odp                                                                          | močan veter, prestavljeno na naslednji dan                                      | močan veter, prestavljeno na naslednji dan                                      | močan veter, prestavljeno na naslednji dan                                      | močan veter, prestavljeno na naslednji dan                   | močan veter, prestavljeno na naslednji dan                   |
| ^ 18. januar 2015                                      | Zaō    | Yamagata HS100    | SR odp            | spet odpovedana prestavljena tekma predvidena v eni seriji; močan veter in sneg | spet odpovedana prestavljena tekma predvidena v eni seriji; močan veter in sneg | spet odpovedana prestavljena tekma predvidena v eni seriji; močan veter in sneg | spet odpovedana prestavljena tekma predvidena v eni seriji; močan veter in sneg | spet odpovedana prestavljena tekma predvidena v eni seriji; močan veter in sneg |                                                              |                                                              |
| 51                                                     | 4      | ^ 18. januar 2015 | Zaō               | Yamagata HS100                                                                  | SR 048                                                                          | Carina Vogt                                                                     | Irina Avvakumova                                                                | Špela Rogelj                                                                    | Sara Takanaši                                                | [ 35 ]                                                       |
|                                                        |        | 23. januar 2015   | Oberstdorf        | Schattenbergschanze HS106                                                       | SR odp                                                                          | v načrtu nadomestna tekme tiste odpadle v Zaō; nerealizirana                    | v načrtu nadomestna tekme tiste odpadle v Zaō; nerealizirana                    | v načrtu nadomestna tekme tiste odpadle v Zaō; nerealizirana                    | v načrtu nadomestna tekme tiste odpadle v Zaō; nerealizirana | v načrtu nadomestna tekme tiste odpadle v Zaō; nerealizirana |
| 52                                                     | 5      | 24. januar 2015   | Oberstdorf        | Schattenbergschanze HS106                                                       | SR 049                                                                          | Daniela Iraschko-Stolz                                                          | Carina Vogt                                                                     | Sara Takanaši                                                                   | Sara Takanaši                                                | [ 36 ]                                                       |
| 53                                                     | 6      | 25. januar 2015   | Oberstdorf        | Schattenbergschanze HS106                                                       | SR 050                                                                          | Daniela Iraschko-Stolz                                                          | Carina Vogt                                                                     | Taylor Henrich                                                                  | Daniela Iraschko-Stolz                                       | [ 37 ]                                                       |
| 54                                                     | 7      | 31. januar 2015   | Hinzenbach        | Langenwaldschanze HS94                                                          | SR 051                                                                          | Daniela Iraschko-Stolz                                                          | Carina Vogt                                                                     | Sara Takanaši                                                                   | Daniela Iraschko-Stolz                                       | [ 38 ]                                                       |
| 55                                                     | 8      | 1. februar 2015   | Hinzenbach        | Langenwaldschanze HS94                                                          | SR 052                                                                          | Carina Vogt                                                                     | Daniela Iraschko-Stolz                                                          | Špela Rogelj                                                                    | Daniela Iraschko-Stolz                                       | [ 39 ]                                                       |
| 56                                                     | 9      | 7. februar 2015   | Râșnov            | Trambulina Valea Cărbunării HS100                                               | SR 053                                                                          | Daniela Iraschko-Stolz                                                          | Sara Takanaši                                                                   | Maren Lundby                                                                    | Daniela Iraschko-Stolz                                       | [ 40 ]                                                       |
| 57                                                     | 10     | ^ 8. februar 2015 | Râșnov            | Trambulina Valea Cărbunării HS100                                               | SR 054                                                                          | Sara Takanaši                                                                   | Nita Englund                                                                    | Daniela Iraschko-Stolz                                                          | Daniela Iraschko-Stolz                                       | [ 41 ]                                                       |
| 58                                                     | 11     | 14. februar 2015  | Ljubno ob Savinji | Savinjski skakalni center HS95                                                  | SR 055                                                                          | Sara Takanaši                                                                   | Daniela Iraschko-Stolz                                                          | Sarah Hendrickson                                                               | Daniela Iraschko-Stolz                                       | [ 42 ]                                                       |
| 59                                                     | 12     | 15. februar 2015  | Ljubno ob Savinji | Savinjski skakalni center HS95                                                  | SR 056                                                                          | Daniela Iraschko-Stolz Sara Takanaši                                            |                                                                                 | Sarah Hendrickson                                                               | Daniela Iraschko-Stolz                                       | [ 43 ]                                                       |
| SP v nordijskem smučanju 2015 (18. februar - 1. marec) |        |                   |                   |                                                                                 |                                                                                 |                                                                                 |                                                                                 |                                                                                 |                                                              |                                                              |
| 60                                                     | 13     | 13. marec 2015    | Oslo              | Holmenkollbakken HS134                                                          | VE 004                                                                          | Sara Takanaši                                                                   | Sarah Hendrickson                                                               | Taylor Henrich                                                                  | Daniela Iraschko-Stolz                                       | [ 44 ]                                                       |

^ Zaradi premočnega vetra je bila v Zaō in Râșnovu izpeljana samo ena serija.

### Ekipno moški
| Šte. | Sezona | Datum             | Kraj        | Skakalnica                      | Tekma  | Zmagovalci                                                                          | Drugi                                                                               | Tretji                                                                  | Rumena majica | Ref.   |
| ---- | ------ | ----------------- | ----------- | ------------------------------- | ------ | ----------------------------------------------------------------------------------- | ----------------------------------------------------------------------------------- | ----------------------------------------------------------------------- | ------------- | ------ |
| 71   | 1      | 22. november 2014 | Klingenthal | Vogtland Arena HS140 (nočna)    | VE 054 | NemčijaMarkus Eisenbichler · Richard Freitag · Andreas Wellinger · Severin Freund · | JaponskaReruhi Shimizu Daiki Ito Noriaki Kasai Taku Takeuchi                        | NorveškaRune Velta Anders Jacobsen Anders Fannemel Anders Bardal        | Nemčija       | [ 45 ] |
| 72   | 2      | 17. januar 2015   | Zakopane    | Wielka Krokiew HS134 (nočna)    | VE 055 | NemčijaMichael Neumayer · Marinus Kraus · Richard Freitag · Severin Freund ·        | AvstrijaMichael Hayböck · Gregor Schlierenzauer · Thomas Diethart · Stefan Kraft ·  | SlovenijaJurij Tepeš Nejc Dežman Jernej Damjan Peter Prevc              | Nemčija       | [ 46 ] |
| 73   | 3      | 31. januar 2015   | Willingen   | Mühlenkopfschanze HS145 (nočna) | VE 056 | SlovenijaJurij Tepeš Nejc Dežman Jernej Damjan Peter Prevc                          | NemčijaMarkus Eisenbichler · Marinus Kraus · Richard Freitag · Severin Freund ·     | NorveškaTom Hilde Anders Jacobsen Anders Fannemel Rune Velta            | Nemčija       | [ 47 ] |
| 74   | 4      | 7. marec 2015     | Lahti       | Salpausselkä HS130 (nočna)      | VE 057 | NorveškaAnders Bardal Anders Jacobsen Anders Fannemel Rune Velta                    | NemčijaRichard Freitag · Marinus Kraus · Markus Eisenbichler · Severin Freund ·     | JaponskaShōhei Tochimoto Taku Takeuchi Daiki Ito Noriaki Kasai          | Nemčija       | [ 48 ] |
| 75   | 5      | 21. marec 2015    | Planica     | Letalnica bratov Gorišek HS225  | LE 016 | SlovenijaJurij Tepeš Anže Semenič Robert Kranjec Peter Prevc                        | AvstrijaStefan Kraft · Michael Hayböck · Manuel Poppinger · Gregor Schlierenzauer · | NorveškaJohann André Forfang Kenneth Gangnes Anders Fannemel Rune Velta | Nemčija       | [ 49 ] |

## Moška lestvica
| Uvr. | po 31 tekmah            | Točke |
| ---- | ----------------------- | ----- |
| 1    | Severin Freund (9 zmag) | 1729  |
| 2    | Peter Prevc (3 zmage)   | 1729  |
| 3    | Stefan Kraft            | 1578  |
| 4    | Anders Fannemel         | 1161  |
| 5    | Michael Hayböck         | 1157  |
| 6    | Noriaki Kasai           | 1137  |
| 7    | Roman Koudelka          | 1113  |
| 8    | Rune Velta              | 848   |
| 9    | Kamil Stoch             | 820   |
| 10   | Gregor Schlierenzauer   | 739   |

| Uvr. | po 5 tekmah          | Točke |
| ---- | -------------------- | ----- |
| 1    | Peter Prevc          | 345   |
| 2    | Severin Freund       | 336   |
| 3    | Jurij Tepeš          | 287   |
| 4    | Noriaki Kasai        | 227   |
| 5    | Rune Velta           | 200   |
| 6    | Anders Fannemel      | 197   |
| 7    | Stefan Kraft         | 190   |
| 8    | Johann André Forfang | 151   |
| 9    | Michael Neumayer     | 107   |
| 10   | Daiki Ito            | 99    |

| Uvr. | po 36 tekmah | Točke |
| ---- | ------------ | ----- |
| 1    | Nemčija      | 5533  |
| 2    | Norveška     | 5469  |
| 3    | Avstrija     | 5193  |
| 4    | Slovenija    | 4994  |
| 5    | Japonska     | 3501  |
| 6    | Poljska      | 2282  |
| 7    | Češka        | 1839  |
| 8    | Švica        | 950   |
| 9    | Finska       | 760   |
| 10   | Rusija       | 487   |

| Uvr. | po 4 tekmah           | Točke  |
| ---- | --------------------- | ------ |
| 1    | Stefan Kraft          | 1106.7 |
| 2    | Michael Hayböck       | 1100.7 |
| 3    | Peter Prevc           | 1077.2 |
| 4    | Noriaki Kasai         | 1074.8 |
| 5    | Anders Jacobsen       | 1060.1 |
| 6    | Richard Freitag       | 1056.8 |
| 7    | Gregor Schlierenzauer | 1050.2 |
| 8    | Severin Freund        | 1022.5 |
| 9    | Roman Koudelka        | 1013.4 |
| 10   | Kamil Stoch           | 1009.4 |

| Uvr. | po 34 tekmah    | CHF     |
| ---- | --------------- | ------- |
| 1    | Severin Freund  | 198,900 |
| 2    | Peter Prevc     | 194,300 |
| 3    | Stefan Kraft    | 188,300 |
| 4    | Anders Fannemel | 136,850 |
| 5    | Michael Hayböck | 129,950 |
| 6    | Noriaki Kasai   | 122,200 |
| 7    | Roman Koudelka  | 111,000 |
| 8    | Rune Velta      | 105,700 |
| 9    | Richard Freitag | 88,200  |
| 10   | Kamil Stoch     | 84,900  |

## Ženska lestvica
| Uvr. | po 13 tekmah               | Točke |
| ---- | -------------------------- | ----- |
| 1    | Daniela Iraschko-Stolz     | 1007  |
| 2    | Sara Takanaši              | 973   |
| 3    | Carina Vogt                | 672   |
| 4    | Špela Rogelj               | 581   |
| 5    | Juki Ito                   | 434   |
| 6    | Maja Vtič                  | 418   |
| 7    | Eva Pinkelnig              | 408   |
| 8    | Sarah Hendrickson          | 399   |
| 9    | Jacqueline Seifriedsberger | 370   |
| 10   | Nita Englund               | 332   |

| Uvr. | po 13 tekmah | Točke |
| ---- | ------------ | ----- |
| 1    | Avstrija     | 1970  |
| 2    | Japonska     | 1638  |
| 3    | Nemčija      | 1481  |
| 4    | Slovenija    | 1337  |
| 5    | ZDA          | 1013  |
| 6    | Norveška     | 659   |
| 7    | Rusija       | 490   |
| 8    | Francija     | 368   |
| 9    | Kanada       | 230   |
| 10   | Finska       | 121   |

| Uvr. | po 13 tekmah               | CHF    |
| ---- | -------------------------- | ------ |
| 1    | Daniela Iraschko-Stolz     | 29,910 |
| 2    | Sara Takanaši              | 28,890 |
| 3    | Carina Vogt                | 20,160 |
| 4    | Špela Rogelj               | 17,430 |
| 5    | Juki Ito                   | 13,020 |
| 6    | Maja Vtič                  | 12,540 |
| 7    | Eva Pinkelnig              | 12,240 |
| 8    | Sarah Hendrickson          | 11,940 |
| 9    | Jacqueline Seifriedsberger | 10,890 |
| 10   | Nita Englund               | 9,495  |